# Branta
A Branta a lúdalakúak (Anseriformes) rendjébe, azon belül a récefélék családjába tartozó nem.
Fajait köznapi nevükön fekete ludaknak vagy tengeri ludaknak nevezik.
A közeli rokon Anser és Chen nembe sorolt, úgynevezett „mezei ludaktól” sötétebb tollazatukkal, valamint fekete színű csőrükkel és szintén fekete lábaikkal különböznek.

## Rendszerezés
A nembe 6 élő faj tartozik.
- apácalúd (Branta leucopsis)
- hawaii lúd (Branta sandvicensis)
- kanadai lúd (Branta canadensis)
- alaszkai lúd (Branta hutchinsii) – 2004-ig a kanadai lúd alfajának tekintették.
- örvös lúd (Branta bernicla)
- vörösnyakú lúd (Branta ruficollis)

A kihalt faj:
- †nēnē-nui (Branta hylobadistes)

A 2004-ben lezajlott DNS szintézis vizsgálatok alapján különítették el a morfológiailag a kanadai lúdhoz nagyon hasonló alaszkai ludat. Ez faj a genetikai vizsgálatok szerint hasonló kinézete ellenére közelebbi rokonságban áll az apácalúddal, mint a kanadai lúddal. Emiatt választották le a kanadai lúdtól, de elképzelhető, hogy a kanadai lúd még így is parafiletikus faj.

## Hawaii ludak

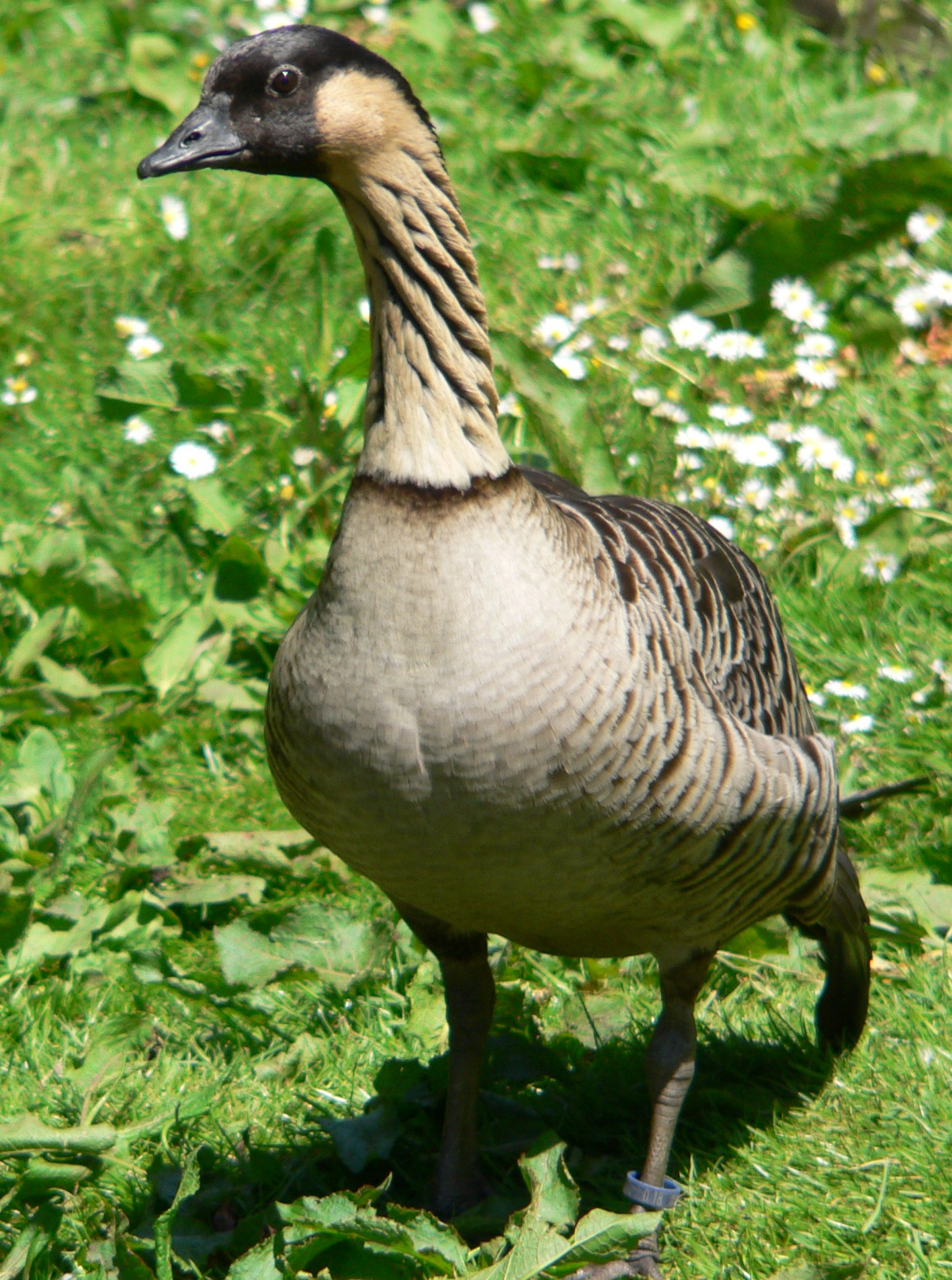
A hawaii lúd (Branta sandvicensis) a Branta nemen belüli rendszertani szempontból problémás hawaii ludak egyetlen, még élő képviselője

A Branta nembe sorolt ludak mind viszonylag közeli rokonai egymásnak. Azonban a nem többi tagjának elterjedési területétől jelentős földrajzi távolságban fekvő Hawaii-szigeteken élő fajok, úgy tűnik távolabbi rokonaik.
A szigetcsoportba korábban három faj él. A jelenleg is élő hawaii lúd (Branta sandvicensis) mellett volt kettő, mára kihalt faj is, a többi lúdhoz képest kifejezetten nagy termetű nēnē-nui (Branta hylobadistes) és a még nagyobb óriás hawaii lúd (Geochen rhuax). Ez utóbbi kettőt a szigetcsoporton megtelepedett polinézek irtották, több száz évvel a szigetek európaiak általi felfedezése előtt.
Eltérő neve ellenére az óriás hawaii lúd is a Branta nembe tartozik. Ezt a közelmúltban lezajlott DNS szintézisen alapuló vizsgálatok is megerősítették.
Mindhárom faj a kanadai lúdtól származik. Ez utóbbi faj mai napig, mint ritka kóborló feltűnik a szigetcsoport egyes szigetein.
Úgy tűnik a kanadai lúd többszöri, egymástól független kolonizációja következtében alakult ki a három faj.
Mindhárom faj nagyobb, mint a kanadai lúd. Ezen méretbeli különbség lehet viszonylag kis méretű (mint a ma is élő hawaii lúdnál) vagy viszonylag nagy is. A méretnövekedés és szigeti izoláció (emlős ragadozók hiánya) miatt mindegyik faj röpképessége eltérő módon, de visszafejlődött.
A hawaii lúd nem vesztette el ugyan a röpképességét, de viszonylag keveset repül, csak akkor, ha nagyon rá van kényszerítve.
A másik két faj testméretben annyival nagyobbá vált, hogy már nem volt értelme a testtömeg növekedéssel arányban álló nagy repülőizomzat fenntartásának. Mivel nem volt igazán szükségük arra, hogy repüljenek, fel is hagytak vele.
A hawaii lúd is annyira különbözik a kanadai lúdtól, hogy korábban nem is sorolták a Branta nembe, hanem egy különálló nemet a Nesochent hozták létre számára. (Akkor még nem voltak ismeretek a nagyobb fajok, azokat csontmaradványokból csak később határozták meg).
Ma már szinte valamennyi rendszerben a Branta nembe sorolják e fajokat, de ott is elkülönítik alnem szinten őket a többi fajtól.
Mindhárom faj felhagyott a récefélékre jellemző vízhez kötött életformával és szárazföldi életmódra tért át. A hawaii lúdnak - egyedülálló módon a családból - úszóhártyái jelentős részben visszafejlődtek.

## Fordítás
- Ez a szócikk részben vagy egészben  a   Meergänse című német Wikipédia-szócikk ezen változatának fordításán alapul.  Az eredeti cikk szerkesztőit annak laptörténete sorolja fel. Ez a jelzés csupán a megfogalmazás eredetét és a szerzői jogokat jelzi, nem szolgál a cikkben szereplő információk forrásmegjelöléseként.